# Weiland (Familienname)
Weiland ist ein deutscher Familienname.

## Namensträger
- Adolf Weiland (* 1953), deutscher Politiker (CDU)
- Albrecht Weiland (* 1955), deutscher Verleger und Christlicher Archäologe
- Alfred Weiland (1906–1978), Journalist und Widerstandskämpfer
- Andreas Weiland (* 1966), deutscher Automobilrennfahrer
- Carl Ferdinand Weiland (1782–1847), deutscher Kartograf
- Cooney Weiland (1904–1985), kanadischer Eishockeyspieler
- Dennis Weiland (* 1974), deutscher Fußballspieler
- Erich Weiland (1916–1992), deutscher Ingenieur und Politiker (CDU), MdB
- Erna Weiland (1888–1954), deutsche Politikerin
- Ernst Weiland (um 1910–1943/1944), deutscher Schlagzeuger und Bandleader der Jazz- und Unterhaltungsmusik
- Gadso Weiland (1869–1915), deutscher Maler und Grafiker
- Gerd Weiland (Politiker) (* 1940), deutscher Politiker (SPD)
- Gerd Weiland (Künstler) (* 1945), deutscher Künstler
- Harald Weiland (1948–2009), deutscher Polizist und Präsident des LKA Saarland
- Heribert Weiland (* 1942), deutscher Wirtschaftswissenschaftler
- Irma Weiland (1908–2003), deutsche Künstlerin
- Johanna Weiland (1814–1850), deutsche Opernsängerin (Sopran), siehe Johanna Schmidtgen
- Johannes Weiland (Maler) (1856–1909), niederländischer Genremaler, Aquarellist und Zeichner
- Johannes Weiland (* 1977), deutscher Animator
- Josef Weiland (1882–1961), österreichischer Mundartdichter
- Julius Johann Weiland († 1663), deutscher Komponist
- Jutta Dresken-Weiland (* 1963), deutsche Christliche Archäologin
- Karl Weiland (* 1947), deutscher Badmintonspieler
- Klaus Weiland (* 1947), deutscher Folk-Gitarrist
- Kurt Weiland (1910–1944), deutscher Widerstandskämpfer gegen den Nationalsozialismus
- Ludwig Weiland (1841–1895), deutscher Historiker
- Mathias Weiland (* 1956), deutscher Politiker (Bündnis 90/Die Grünen), MdL
- Niclas Weiland (* 1972), deutscher Fußballspieler
- Nils Weiland (* 1973), deutscher Politiker (SPD)
- Paul Weiland (Theologe) (1949–2015), österreichischer evangelisch-lutherischer Theologe
- Paul Weiland (Regisseur) (* 1953), britischer Filmregisseur
- Peter Weiland (1940–2014), deutscher Boxer
- René Weiland (* 1957), deutscher Philosoph und Essayist
- Ric Weiland (1953–2006), US-amerikanischer Software-Pionier und Philanthrop
- Ronny Weiland (* 1975), deutscher Sänger volkstümlicher Musik
- Sarah Weiland (* 1986), deutsch-amerikanische Volleyballspielerin
- Scott Weiland (1967–2015), US-amerikanischer Rockmusiker
- Stephan Weiland (1958–2007), deutscher Epidemiologe
- Thomas Weiland (* 1951), deutscher Physiker und Professor der Elektrotechnik
- Wilfried Weiland (1944–2017), deutscher Leichtathlet
- Wilhelm Weiland (1883–1959), deutscher Jurist, Präsident des Oberlandesgerichts Dresden
- Yanina Weiland (* 1994), deutsche Volleyballspielerin
- Zoe Weiland (* 1984), deutsche Schauspielerin